# La Samaritaine

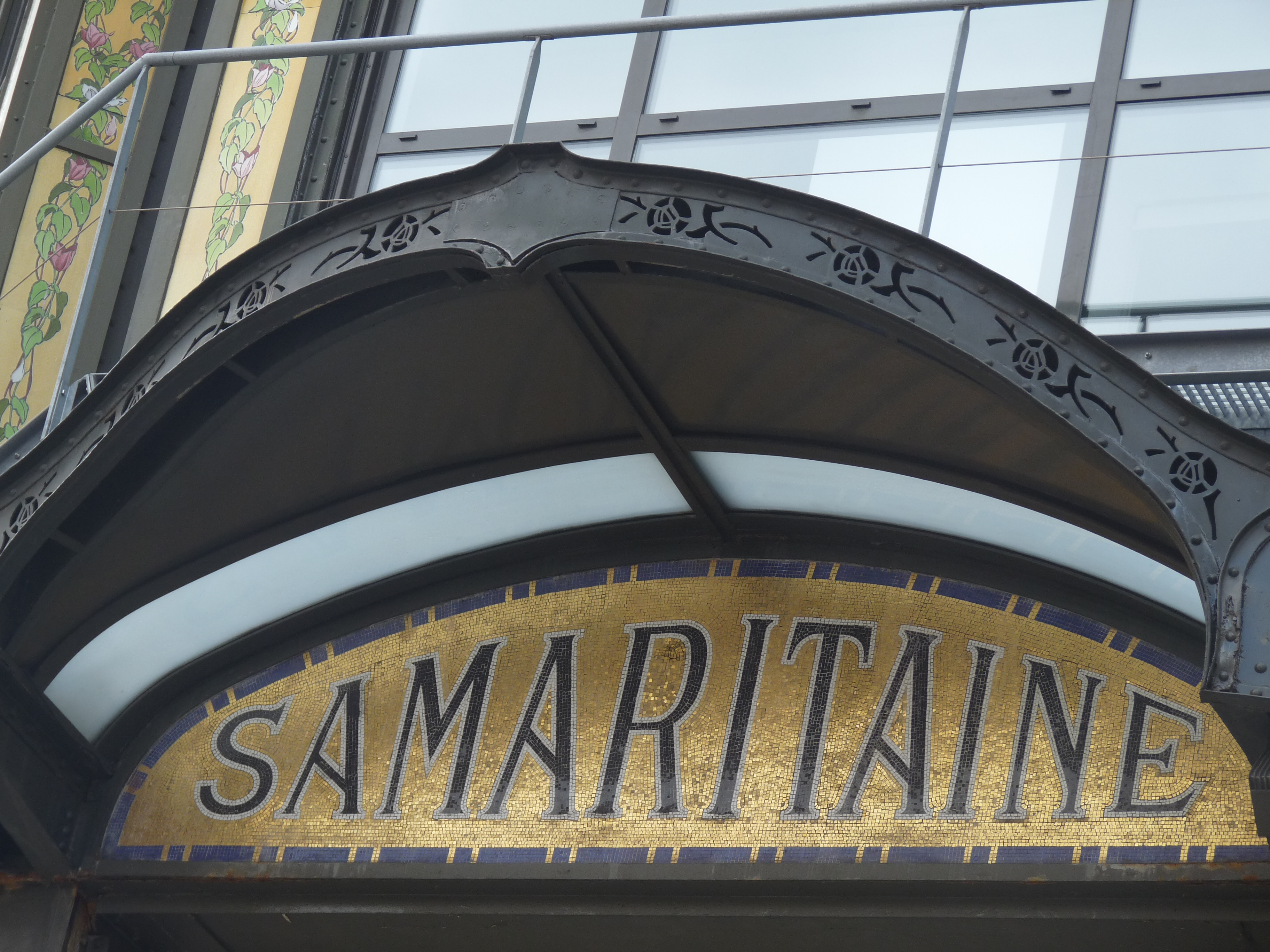
Firma veche amplasată deasupra intrării în La Samaritaine, 2010

La Samaritaine (pronunție în franceză [la samaʁitɛn]) este un mare magazin din Paris, Franța, situat în arondismentul 1. Stația de metro cea mai apropiată este Pont-Neuf, care se află chiar în fața quai du Louvre și rue de la Monnaie. El este deținut în prezent de LVMH, o companie producătoare de bunuri de lux. Magazinul, care lucra în pierdere încă din anii 1970, a fost în cele din urmă închis în 2005 deoarece s-a pretins că imobilul nu îndeplinește normele de siguranță. Planurile pentru reamenajarea clădirii au dus la apariția unor complicații de lungă durată deoarece reprezentanții fondatorilor magazinului nu s-au înțeles cu noii proprietari LVMH cu privire la viitorul clădirii ca magazin sau ca imobil cu regim mixt. În 2010 s-a anunțat în cele din urmă că o firmă japoneză a fost aleasă pentru reproiectarea clădirii ca o combinație imobiliară hotel/apartamente/birouri, cu o mică componentă de retail.
Magazinul s-a redeschis pe 23 iunie 2021.

## Istoric

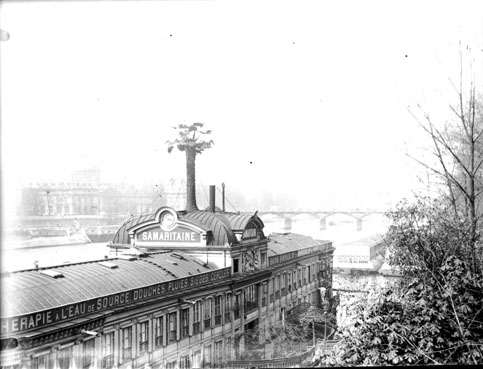
Băile La Samaritaine, aprilie 1898

Magazinul a fost deschis inițial pentru prima dată în 1869 de către Ernest Cognacq și Marie-Louise Jaÿ, soția lui și prima vânzătoare de la raionul de confecții al magazinului rival Le Bon Marché. Cognacq a început să vândă mărunțișuri sub o umbrelă de pe Pont Neuf, apoi a închiriat un spațiu pe rue de la Monnaie, pornind de la o scară mică cu un butic de dimensiuni mici. Prin 1900 cuplul a decis să-și extindă afacerea și a extins clădirea până la dimensiunile actuale ale edificului „Grands Magasins de La Samaritaine”.
Inspirat de metodele comerciale ale lui Aristide Boucicaut de la Le Bon Marché, Ernest Cognacq a căutat să găsească modul ideal de amenajare a raioanelor magazinului. El și-a organizat magazinul La Samaritaine ca o colecție de magazine individuale, care erau conduse fiecare de „mici patroni” care acționau în colaborare, dar autonom.
Prin achiziționarea clădirilor învecinate, Ernest Cognacq și-a extins în mod regulat magazinul, transformându-l într-un supermagazin. Clădirile învecinate au fost complet refăcute și reconstruite în mod progresiv din 1883 până în 1933. (Între 1903 și 1907 această lucrare a fost coordonată de arhitectul Frantz Jourdain, care a reconstruit și remodelat fațadele clădirilor în stil Art Nouveau) Noile modificări structurale au fost finalizate cu succes în 1933 de către Henri Sauvage care, la rândul său, a refăcut arhitectura clădirilor pentru a reflecta principiile estetice ale stilului Art Deco. Rezultatul a fost un magazin cu unsprezece etaje, care este considerat astăzi un monument istoric, deși acum nu este în întregime intact din cauza lucrărilor de renovare.
La Samaritaine a fost cumpărat în anul 2001 de către LVMH, companie de bunuri de lux care achiziționase anterior Le Bon Marché. Pe 15 iunie 2005, în scopul de a adapta clădirea din secolul al XIX-lea la standarde moderne de siguranță sau, după cum cred sindicatele, în scopul restructurării, magazinul a fost închis. LVMH a selectat firma japoneză de arhitectură SANAA pentru renovarea clădirii. Implementarea noului design a fost blocată de mai multe ori de către autoritățile locale pe motiv că nu se potrivește cu cerințele de planificare urbană și pentru lipsa de compatibilitate vizuală cu clădirile din jur.
Numele La Samaritaine („Femeia samarineancă”) provine de la o pompă situată în apropiere de Pont Neuf și folosită pentru a scoate apă din Sena pentru uzul public, care a funcționat din 1609 până în 1813. Pe partea frontală a pompei era un basorelief aurit al femeii samarincence dându-i să bea apă lui Isus așa cum apare menționat în capitolul IV al Evangheliei după Ioan. Cognacq și-a început activitatea sub o umbrelă de pe Pont Neuf, într-unul din balcoanele semicirculare („corbeilles”), aproape de fostul loc al pompei.
La Samaritaine a fost bine cunoscut în secolul al XX-lea prin cafeneaua de pe acoperiș, care oferea o panoramă excelentă a orașului.
La Samaritaine a apărut în filmul Les Amants du Pont-Neuf (1991), iar o parte a acțiunii filmului Holy Motors (2012) are loc în și în jurul clădirii; ambele filme au fost regizate de Leos Carax. Cafeneaua de pe acoperișul magazinului La Samaritaine și o scurtă imagine a Pont Neuf, luată de acolo, au apărut, de asemenea, în filmul Identitatea lui Bourne (2002), regizat de Doug Liman și avându-l în rolul principal pe Matt Damon.